# Чарынский каньон
Чары́нский каньо́н (каз. Шарын шатқалы) — протянувшийся на 154 км каньон вдоль реки Чарын в Казахстане. Каньон располагается в 195 км восточнее города Алматы. Расположен на территории трех районов Алматинской области: Уйгурского, Райымбекского, Енбекшиказахского. Каньон входит в территорию Чарынского национального парка, образованного 23 февраля 2004 года.

## Этимология
Слово «Шарын» филологи истолковывают по-разному. В тюркских языках «Шар» (жар, яр) означает обрыв.

## История
Чарынский каньон — памятник природы, сложенный из осадочных пород, возраст которых составляет около 12 миллионов лет. Высота отвесных гор каньона достигает 150—300 м.
По версии профессора П. И. Мариковского каньон формировался около 25 млн лет назад в третичный период, когда на этом месте было большое озеро. Склоны образованы как в результате процессов разрушения пород (денудации), так и в результате осаждения пород (мергели — белые известковые породы).

## Долина замков
Красный каньон или «Долина замков» — это сухое ущелье, промытое талыми водами. Это ущелье расположено перпендикулярно к реке Шарын, протекающей через глиняно-песочные горы и каменные скалы. Длина Красного каньона около 3 км, ширина от 20 до 130 м, глубина до 100 м. Наиболее интересным местом для туристов является так называемая Долина за́мков, длина которой составляет около 2 км, ширина — 20-80 м. В этой области Центральной Азии были: Н. Северцова, А. Н. Краснова, Чокан Валиханов.

## Живой мир
В лоне каньона сохранилась роща реликтового вида ясеня, пережившего эпоху оледенения — ясеня согдийского. Другая подобная роща есть только в Северной Америке. С 1964 года Ясеневая роща объявлена памятником природы. Также огромный интерес представляет и туранговая роща — роща азиатского тополя.
Ландшафтное разнообразие Чарынского каньона обуславливает многообразие флоры и фауны. Здесь произрастает более 1500 видов растений, 17 из которых занесены в Красную книгу Казахстана и 62 вида млекопитающих, 103 вида гнездящихся птиц, 25 видов рептилий.

## Галерея
- Дорога вдоль каньона Чарын
- Долина Замков: вид сверху
- Склоны каньона Чарын
- Долина замков
- Река Чарын в каньоне